# Remixes n the Key of B
A Remixes n the Key of B című remixalbum az amerikai énekes Bobby Brown 1993-ban megjelent albuma, mely Bobby című lemezének remixeit tartalmazza.
Az album limitált bakelit lemezen is megjelent az Egyesült Államokban.

## Megjelenések
CD  MCA MCAD 10974
1. Two Can Play That Game (Hakim Abdulsanad Remix)- 6:52
2. Shock G's Get Away - 6:29
3. Humpin' Around (Jermaine Dupri Remix)- 6:22
4. She's My Lady - 4:34
5. That's The Way Love Is (3 Boyz From Newark Mix) - 5:25
6. Something In Common (L.A. Reid Remix) - 7:00
7. One More Night ("Tricky" Stewart & "Sep" Hall Remix) - 6:21
8. I Want You, I Need You (Louil Silas Jr. Remix) - 4:55
9. Good Enough ("Tricky" & "Sep" Remix) - 4:44
10. Storm Away (Dennis Austin "Live" Version) - 6:26